# Muhanga
Muhanga je město ve střední Rwandě. Navzdory své poloze ve středu země leží ve rwandské Jižní provincii, v nadmořské výšce asi 1 812 m n. m. Asi 45 kilometrů severovýchodně od Muhangy leží Kigali, hlavní a nejlidnatější město země. Asi 40 kilometrů jižně leží město Nyanza a 85 kilometrů jižně od Muhangy leží městečko Kibeho. 
Se svými 82 797 obyvateli byla Muhanga v roce 2022 čtvrtým nejlidnatějším městem v zemi po městech Kigali, Gisenyi a Ruhengeri. Do roku 2006 neslo město název Gitarama.  